# Karel Giel
Karel Giel (1934 – Odijk, 3 februari 2004) was een Nederlandse journalist.

## Loopbaan
Giel begon als jong journalist bij de Haagsche Courant en het Algemeen Dagblad, en werkte zich bij het AD in twintig jaar op tot mede-hoofdredacteur, een functie die hij vijf jaar uitoefende. Vervolgens ontwikkelde hij zich tot projectmanger van Pierre Vinken, topman van uitgeefconcern Elsevier. 
Giel leed aan prostaatkanker en overleed in 2004. Hierover schreef hij een boek.